# Tanytarsus pseudolestagei
Tanytarsus pseudolestagei är en tvåvingeart som beskrevs av Shilova 1976. Tanytarsus pseudolestagei ingår i släktet Tanytarsus och familjen fjädermyggor. Arten har ej påträffats i Sverige. Inga underarter finns listade i Catalogue of Life.